# Rabbit Hood
Rabbit Hood er en Merrie Melodies-tegnefilm, der blev udgivet de. 24. december, 1949. Den blev instrueret af Chuck Jones og skrevet af Michael Maltese. Historien er baseret på legenden om Robin Hood, og Snurre Snup medvirker som Robin Hood.